# Thomas Gage
 (novembre 2008).
Si vous disposez d'ouvrages ou d'articles de référence ou si vous connaissez des sites web de qualité traitant du thème abordé ici, merci de compléter l'article en donnant les références utiles à sa vérifiabilité et en les liant à la section « Notes et références ».
Pour les articles homonymes, voir Gage.
Sir Thomas Gage (1719 – 2 avril 1787) est un général qui a commandé en chef des forces britanniques en Amérique du Nord de 1763 à 1775. Il s'est notamment illustré lors des premières années de la guerre d'indépendance des États-Unis.

## Biographie

### Jeunesse
Gage est né à Firle dans le Sussex, il est le second fils du premier vicomte Gage. En 1728, il entre à la prestigieuse Westminster School de Londres où il rencontre des personnages comme John Burgoyne, Richard Howe, Francis Bernard et George Sackville. À sa sortie de l'école, Gage rejoint l'Armée britannique, d'abord comme aspirant avant d'acquérir le grade de lieutenant au 1st Northampton Regiment le 30 janvier 1741. En 1742, il rejoint le Battereau's Foot Regiment et devient premier-lieutenant. Il est promu capitaine en 1743 et sert comme aide de camp du comte d'Albemarle lors de la bataille de Fontenoy et de la campagne de Culloden. De 1747 à 1748, Gage est en campagne aux Pays-Bas, il achète sa charge de major en 1748. De 1748 à 1755, il est en Irlande, au 55th Foot Regiment (plus tard renommé 44th Regiment) et est promu lieutenant-colonel en mars 1751.

#### Guerre de Sept Ans

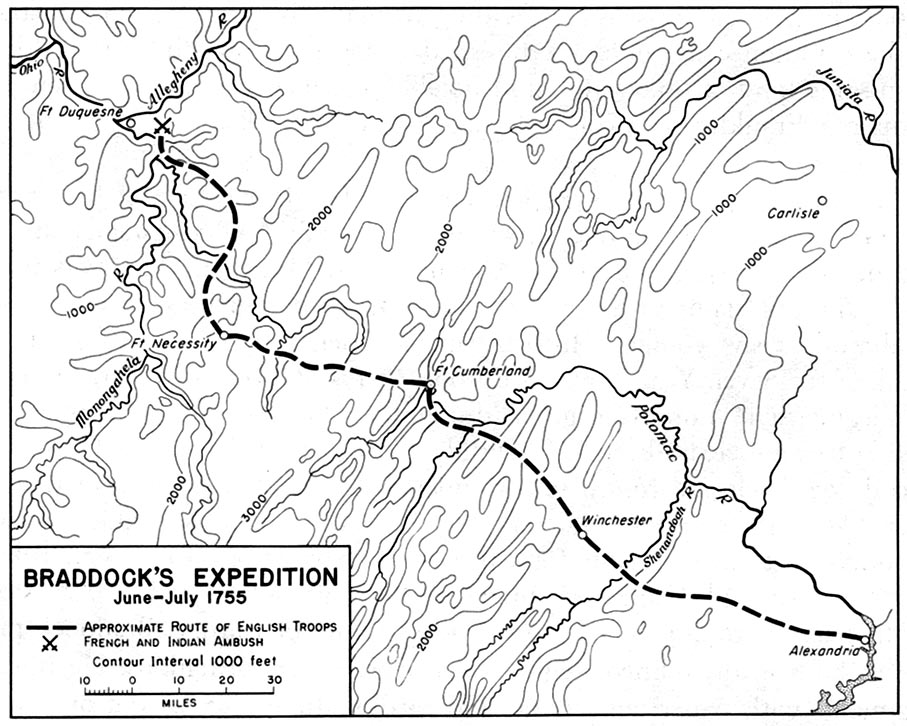
Carte de l'Expédition Braddock

En 1754, Gage est envoyé en Amérique avec le corps expéditionnaire du Général Braddock. Son futur ennemi, George Washington, sert avec lui lors de cette expédition contre les Français. En juillet 1755, le commandant du 44th Regiment, le colonel Sir Peter Halkett, est tué lors de la bataille de la Monongahela. Gage prend le commandement du régiment, il sera légèrement blessé lors du combat. Le régiment est littéralement décimé et le Capitaine Robert Orme (aide de camp du Général Braddock) accuse Gage d'avoir mal conduit les troupes et causé la défaite. Orme démissionnera de l'armée l'année suivante, mais ses accusations empêchèrent Gage d'obtenir le commandement du 44th Regiment.
En 1756, Gage est second lors de l'expédition infructueuse de la rivière Mohawk. L'année suivante, il est sous les ordres du capitaine général John Campbell à Halifax, où Gage commande le 80th Regiment puis reçoit enfin sa promotion au grade de colonel. Gage est à nouveau blessé lors d'une tentative de prise du Fort Ticonderoga. Malgré son échec, Gage est promu Brigadier-général (surtout grâce aux manœuvres politiques de son frère, Lord Gage). Alors qu'il recrute des locaux pour son nouveau régiment, Gage rencontre Margaret Kemble d'East Brunswick, la fille d'un camarade de la Westminster School qui fait maintenant partie du Conseil du New Jersey. Tous deux se marient en décembre 1758. Leur premier fils, le futur 3e Vicomte Gage, naît en 1761. Margaret Kemble est la petite-fille du maire de New York Stephanus Van Cortlandt.
Le nouveau général obtient le commandement de la place d'Albany, sous les ordres du Major-général Jeffrey Amherst. En 1759, Amherst ordonne à Gage d'attaquer les Français et de prendre le Fort la Présentation (aussi connu sous le nom de Fort La Galette) puis de prendre Montréal. Gage est en désaccord avec Amherst, lui suggérant plutôt d'utiliser ses troupes pour renforcer les forts Niagara et Oswego alors qu'Amherst, lui-même, conduira les troupes sur Montréal. Gage doit alors affronter le mécontentement de son supérieur et est laissé à Fort Albany jusqu'à ce qu'Amherst soit prêt à attaquer Montréal en 1760 (Gage se verra alors confier le commandement de l'arrière-garde de Amherst).

### Gouverneur
Après la capitulation française, Gage est nommé gouverneur militaire de Montréal. Durant ce mandat, il est généralement respectueux des coutumes locales et est considéré comme un administrateur honnête et consciencieux. En 1761, il est promu major général et obtient le commandement du 22nd Regiment. Lorsque Amherst rentre en Angleterre en août 1763, Gage assume le commandement des forces britanniques en Amérique. Bien que Britanniques et Français aient maintenant fait la paix, Gage doit faire face à un soulèvement indien sur la frontière de l'Ouest. En mai 1763 les troupes du chef Outaouais, Pontiac attaquent Fort Detroit, lors d'une première offensive de ce que l'on nommera la Rébellion de Pontiac.
Espérant régler le conflit par la diplomatie, Gage envoie les colonels John Bradstreet et Henri Bouquet sur le terrain avec des troupes, mais ordonne à William Johnson d'entamer des négociations de paix. En août 1764, le Colonel Bradstreet établit son propre traité avec les Indiens mais Gage le rejette. Le colonel Bouquet négocie lui un cessez-le-feu en octobre 1764. À ce moment, Gage n'est plus maître que de deux forts sur neuf, les autres sont aux mains des Indiens. En 1765, Gage envoie finalement le 42nd Royal Highland Regiment reprendre le Fort de Chartres. Pendant l'été, Gage ordonne à Johnson d'envoyer un représentant à Pontiac. Le conflit ne s'achèvera pas avant que Pontiac lui-même ne se rende à Fort Ontario pour y signer un traité de paix formel avec Johnson en juillet 1766.
L'administration de Gage constate des tensions politiques croissantes au sein des colonies américaines. Gage commence donc un retrait de ses troupes se trouvant sur la frontier pour renforcer les centres urbains comme New York et Boston. Comme le nombre de soldats stationnés en ville s'accroit, il devient urgent d'en assurer l'approvisionnement et le logement. Le Parlement vote le Quartering Act de 1765, autorisant les troupes britanniques à prendre leurs quartiers dans des demeures privées. Gage se rend personnellement à Boston où il passe six semaines à trouver des arrangements pour loger ses troupes en 1768. Cette occupation militaire de Boston conduira d'ailleurs au massacre de Boston de 1770. Cette même année, Gage est promu lieutenant général.
Gage et sa famille rentrent en Angleterre en juin 1773 et il manque le Boston Tea Party en décembre de cette année. La controverse qui en découle voit la fermeture du port de Boston par les forces britanniques jusqu'à ce que les colons aient payé la totalité du thé gâché. Le gouverneur du Massachusetts, Thomas Hutchinson est alors âgé de 62 ans et le lieutenant gouverneur, Andrew Oliver en a 67. Gage alors dans la cinquantaine, avec une expérience militaire importante en Amérique, apparaît comme l'homme de la situation.
En mai 1774, il est nommé Gouverneur Royal sous le régime de la Loi martiale, soit commandant en chef, du Massachusetts, remplaçant le gouverneur civil. À ce poste, il est chargé de faire appliquer le Boston Port Act et veille strictement à la confiscation de tout matériel de guerre.
En septembre 1774, il ordonne une mission pour saisir la poudre à Somerville, celle-ci réussit, mais les autres sont un échec à cause de Paul Revere et de ses Sons of Liberty qui espionnent les activités de Gage et préviennent ses futures victimes.
Gage est l'objet de critiques de la part de ses propres hommes car il permet à des groupes comme les Sons of Liberty d'exister. L'un de ses officiers, Hugh Percy en fait la remarque, « La grande clémence du général et sa modération ne réussissent qu'à les (les Américains) rendre plus exigeants et insolents. » Gage écrit lui-même, « Si la force doit être finalement utilisée, elle doit être considérable et des renforts de troupes amenés, entamer le combat avec une force faible encouragera la résistance au lieu de la terrifier; et finalement sera plus coûteux en vies et en moyens. » Edmund Burke décrit le conflit intérieur de Gage en disant au parlement, « Un Anglais est la personne la plus inapte au monde lorsqu'il s'agit de réduire un autre Anglais en esclavage. »

#### La Révolution américaine
En tant que gouverneur militaire, Gage ordonne l'arrestation des politiciens Samuel Adams et John Hancock pour trahison. Hancock et Adams échappent aux agents du gouverneur à Boston et se réfugient à Lexington. La majorité des milices de la colonie, favorable à la cause des rebelles, rassemble armes, poudre et provisions à Concord. Lors de la nuit du 18 avril 1775, Gage ordonne à 700 soldats des troupes d'élite de l'armée royale et des compagnies de grenadiers de Boston, de marcher sur Lexington et Concord.

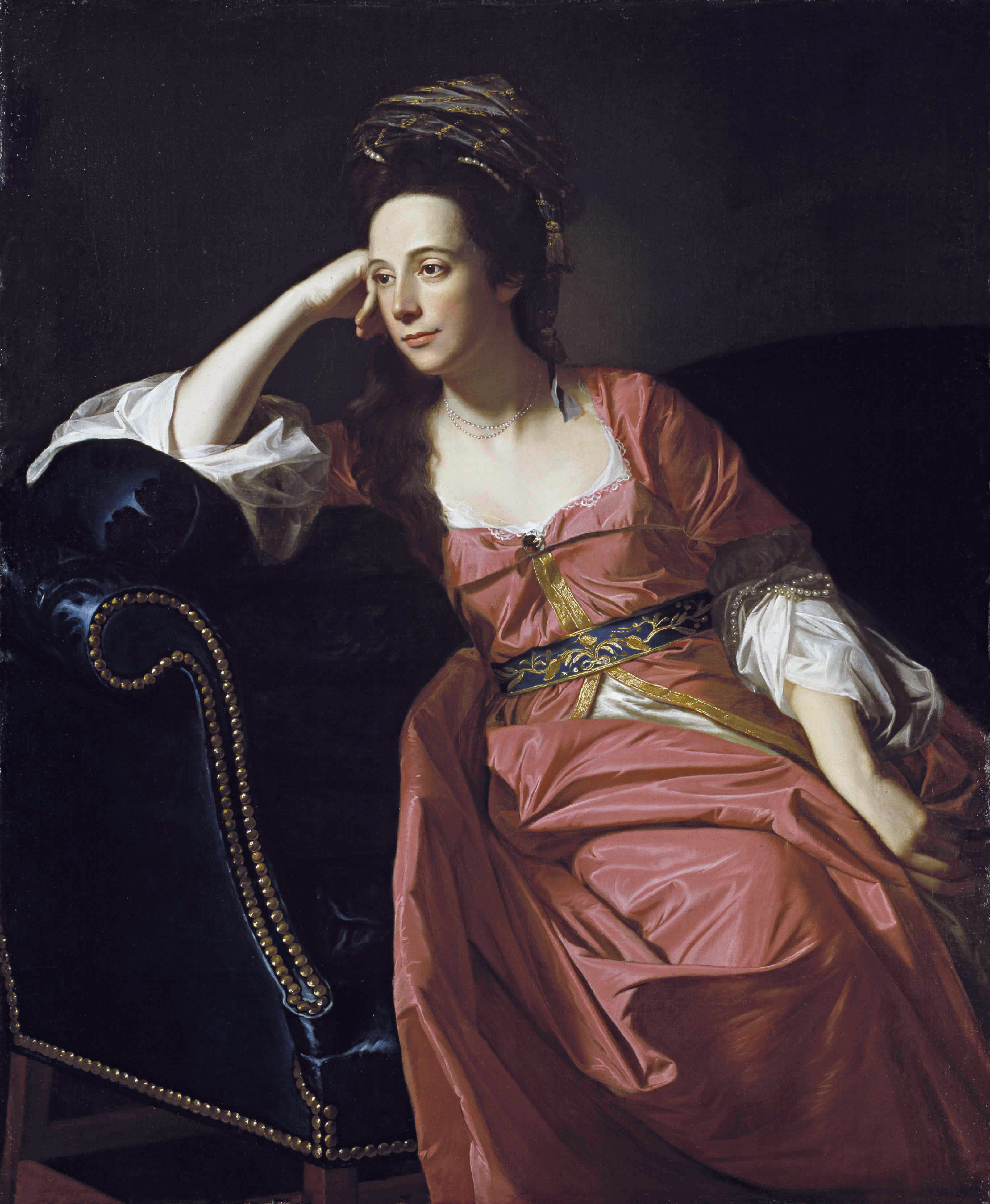
Margaret Kemble Gage, vers 1771

La bataille de Lexington et Concord se conclut par la perte de 273 Britanniques et de 95 rebelles américains. Les Britanniques ont atteint leurs objectifs mais sont pris en embuscade lors de leur retour à Boston. Adams et Hancock sont parvenus à s'échapper, après la bataille, Gage publie une proclamation offrant une amnistie générale à tous ceux qui démontreront leur loyauté à la couronne - à la notable exception de Hancock et Adams.
Gage commence à soupçonner que sa femme, Margaret, une native de la colonie, puisse avoir des sympathies pour la cause des rebelles. Convaincu qu'elle a trahi sa confiance, il ordonne qu'elle soit renvoyée en Angleterre.
Après Lexington, les rebelles américains poursuivent les Britanniques jusqu'à Boston, et occupent la naissance de la péninsule sur laquelle la ville est située. C'est ainsi que commence le siège de Boston. Initialement, les 6 000 à 8 000 rebelles (principalement menés par le Général Artemas Ward) font face aux quelque 4 000 hommes de Gage coincés dans la ville. L'amiral britannique Samuel Graves commande la flotte qui conserve le contrôle du port. Le 25 mai, Gage reçoit un renfort de 4 500 hommes et trois nouveaux généraux - le Major Général William Howe et les Brigadiers John Burgoyne et Henry Clinton.
Gage et ses généraux ébauchent un plan visant à briser le siège. Ils envisagent un assaut amphibie afin de déloger les Américains des Dorchester Heights ou de prendre leur quartier général de Cambridge. Pour contrecarrer ces plans, le Général Ward ordonne au Général Israel Putnam de fortifier Bunker Hill. Le 17 juin 1775, les forces britanniques commandées par le Général Howe prennent la péninsule de Charlestown lors de la bataille de Bunker Hill. Ils atteignent leur objectif mais ne peuvent briser le siège parce que les Américains tiennent toujours le terrain à la base de la péninsule. Gage en dit, « Une victoire chèrement acquise, une de plus nous aurait ruiné ». Les pertes britanniques lors de cette action furent si lourdes que dès lors le siège devint une impasse.

### Retour en Angleterre
Le 10 octobre 1775, Gage est rappelé en Angleterre; le Major Général Howe le remplace en tant que commandant-en-chef de l'armée britannique occupant l'Amérique. Dans son rapport au cabinet, Gage répète qu'« à long terme une armée importante doit être déployée pour réduire ces gens » et qu'il faudrait « amener des troupes. » En avril 1776, George Sackville Germain, le secrétaire d'État britannique pour l'Amérique, transfère formellement le commandement de Gage à Howe.
Gage reprend du service en avril 1781, lorsque Amherst lui demande de réquisitionner des troupes pour une possible invasion française. L'année suivante, Gage assume le commandement (en tant que colonel) du 17th light dragoons. Il est finalement promu général le 20 novembre 1782, et ensuite transféré au commandement du 11th dragoons. Gage meurt à Portland Place le 2 avril 1787, sa femme lui survivra de près de 37 années.